# Capitanes de Arecibo 2014 (pallavolo)
Questa voce raccoglie le informazioni riguardanti i Capitanes de Arecibo nella stagione 2014.

## Organigramma societario
Area direttiva
- Presidente: Luis Monrouzeau
- Co-presidente: José M. Couto
- Direttore generale: Angel García

Area tecnica
- Primo allenatore: David Alemán
- Assistente allenatore: Dariel Rolón
- Allenatore: Alfred Machado, Wilber Galva
- Preparatore atletico:
- Statistico: Alfred Machado

## Rosa
| N° | Nome                  | Ruolo | Data di nascita  | Nazionalità sportiva |
| -- | --------------------- | ----- | ---------------- | -------------------- |
| 1  | Edgardo Goás          | P     | 27 gennaio 1989  | Porto Rico           |
| 2  | David Menéndez        | C     | 22 febbraio 1988 | Porto Rico           |
| 3  | Néstor Bracero        | O     | 1º gennaio 1991  | Porto Rico           |
| 4  | Pedro Cabrera         | L     | 15 gennaio 1990  | Porto Rico           |
| 5  | Ramón López           | S     | -                | Porto Rico           |
| 6  | Juan Figueroa         | S     | 6 marzo 1986     | Porto Rico           |
| 7  | Daniel Erazo          | C     | 16 agosto 1987   | Porto Rico           |
| 9  | Rúben Martínez        | S     | -                | Porto Rico           |
| 11 | Maurice Torres        | O     | 6 luglio 1991    | Porto Rico           |
| 12 | Roberto Muñiz         | C     | 11 giugno 1980   | Porto Rico           |
| 13 | Héctor Soto           | O     | 28 giugno 1978   | Porto Rico           |
| 14 | Juan Carlos Rodríguez | P     | 1º ottobre 1992  | Porto Rico           |

## Mercato
| Acquisti | Acquisti              | Acquisti                 | Acquisti   |
| R.       | Nome                  | da                       | Modalità   |
| -------- | --------------------- | ------------------------ | ---------- |
| P        | Edgardo Goás          | Budaŭnik Minsk           | definitivo |
| C        | David Menéndez        | Caribes de San Sebastián | prestito   |
| L        | Pedro Cabrera         | Plataneros de Corozal    | definitivo |
| S        | Ramón López           | ?                        | definitivo |
| S        | Juan Figueroa         | Caribes de San Sebastián | prestito   |
| S        | Rúben Martínez        | ?                        | definitivo |
| O        | Maurice Torres        | Montpellier              | definitivo |
| P        | Juan Carlos Rodríguez | Changos de Naranjito     | prestito   |
| C        | Daniel Erazo          | Gigantes de Carolina     | definitivo |

| Cessioni | Cessioni       | Cessioni             | Cessioni      |
| R.       | Nome           | a                    | Modalità      |
| -------- | -------------- | -------------------- | ------------- |
| P        | Julio Acevedo  | Ritirato             | -             |
| S        | Eric Haddock   | Ritirato             | -             |
| S        | Víctor Rivera  | Cariduros de Fajardo | fine prestito |
| S        | Raymond Ocasio | Ritirato             | -             |
| P        | Dariel Rolón   | Ritirato             | -             |
| L        | Ángel Matías   | Indios de Mayagüez   | definitivo    |
| C        | Luis Rodríguez | Ritirato             | -             |
| C        | Joseph Gil     | Ritirato             | -             |

## Risultati

### LVSM

#### Regular season
| 1ª giornata - 21 agosto 2014 Coliseo Mario Morales, Guaynabo              | Mets de Guaynabo     | 3 - 1 | Capitanes de Arecibo | 25-15, 26-28, 25-15, 25-23        |
| 2ª giornata - 23 agosto 2014 Coliseo Manuel Iguina, Arecibo               | Capitanes de Arecibo | 3 - 0 | Mets de Guaynabo     | 25-19, 25-16, 25-19               |
| 3ª giornata - 29 agosto 2014 Coliseo Félix Méndez Acevedo, Lares          | Patriotas de Lares   | 2 - 3 | Capitanes de Arecibo | 25-20, 21-25, 22-25, 25-21, 16-18 |
| 4ª giornata - 6 settembre 2014 Coliseo Manuel Iguina, Arecibo             | Capitanes de Arecibo | 1 - 3 | Patriotas de Lares   | 25-27, 25-23, 20-25, 25-27        |
| 5ª giornata - 11 settembre 2014 Coliseo Manuel Iguina, Arecibo            | Capitanes de Arecibo | 3 - 0 | Indios de Mayagüez   | 25-16, 25-18, 25-22               |
| 6ª giornata - 13 settembre 2014 Coliseo Manuel Iguina, Arecibo            | Capitanes de Arecibo | 3 - 2 | Indios de Mayagüez   | 26-24, 25-27, 25-23, 19-25, 15-11 |
| 7ª giornata - 18 settembre 2014 Coliseo Guillermo Angulo, Carolina        | Gigantes de Carolina | 1 - 3 | Capitanes de Arecibo | 23-25, 25-20, 19-25, 24-26        |
| 8ª giornata - 21 settembre 2014 Coliseo Manuel Iguina, Arecibo            | Capitanes de Arecibo | 3 - 0 | Gigantes de Carolina | 25-22, 25-20, 25-23               |
| 9ª giornata - 25 settembre 2014 Coliseo Tomás Dones, Fajardo              | Cariduros de Fajardo | 3 - 2 | Capitanes de Arecibo | 20-25, 25-23, 29-27, 17-25, 15-10 |
| 10ª giornata - 28 settembre 2014 Coliseo Manuel Iguina, Arecibo           | Capitanes de Arecibo | 3 - 0 | Cariduros de Fajardo | 25-17, 25-17, 25-22               |
| 11ª giornata - 2 ottobre 2014 Coliseo Manuel Iguina, Arecibo              | Capitanes de Arecibo | 3 - 1 | Mets de Guaynabo     | 22-25, 25-19, 25-18, 27-25        |
| 12ª giornata - 4 ottobre 2014 Coliseo Mario Morales, Guaynabo             | Mets de Guaynabo     | 3 - 0 | Capitanes de Arecibo | 25-19, 25-20, 25-23               |
| 13ª giornata - 9 ottobre 2014 Coliseo Félix Méndez Acevedo, Lares         | Patriotas de Lares   | 3 - 0 | Capitanes de Arecibo | 25-23, 25-23, 25-20               |
| 14ª giornata - 12 ottobre 2014 Coliseo Manuel Iguina, Arecibo             | Capitanes de Arecibo | 3 - 0 | Patriotas de Lares   | 25-17, 25-13, 28-26               |
| 15ª giornata - 16 ottobre 2014 Palacio de Recreación y Deportes, Mayagüez | Indios de Mayagüez   | 1 - 3 | Capitanes de Arecibo | 25-22, 20-25, 23-25, 20-25        |
| 16ª giornata - 18 ottobre 2014 Palacio de Recreación y Deportes, Mayagüez | Indios de Mayagüez   | 0 - 3 | Capitanes de Arecibo | 21-25, 22-25, 20-25               |
| 17ª giornata - 21 ottobre 2014 Palacio de Recreación y Deportes, Mayagüez | Indios de Mayagüez   | 1 - 3 | Capitanes de Arecibo | 22-25, 25-21, 23-25, 23-25        |
| 18ª giornata - 23 ottobre 2014 Coliseo Guillermo Angulo, Carolina         | Gigantes de Carolina | 0 - 3 | Capitanes de Arecibo | 19-25, 15-25, 19-25               |
| 19ª giornata - 26 ottobre 2014 Coliseo Manuel Iguina, Arecibo             | Capitanes de Arecibo | 3 - 1 | Gigantes de Carolina | 25-19, 25-22, 22-25, 25-12        |
| 20ª giornata - 28 ottobre 2014 Coliseo Manuel Iguina, Arecibo             | Capitanes de Arecibo | 3 - 0 | Patriotas de Lares   | 28-26, 25-17, 25-22               |
| 21ª giornata - 30 ottobre 2014 Coliseo Tomás Dones, Fajardo               | Cariduros de Fajardo | 0 - 3 | Capitanes de Arecibo | 22-25, 23-25, 20-25               |
| 22ª giornata - 2 novembre 2014 Coliseo Manuel Iguina, Arecibo             | Capitanes de Arecibo | 1 - 3 | Cariduros de Fajardo | 25-22, 23-25, 22-25, 28-30        |

#### Play-off
| Semifinali (gara 1) - 5 novembre 2014 Coliseo Manuel Iguina, Arecibo              | Capitanes de Arecibo | 3 - 0 | Indios de Mayagüez   | 25-23, 25-19, 25-21               |
| Semifinali (gara 2) - 7 novembre 2014 Palacio de Recreación y Deportes, Mayagüez  | Indios de Mayagüez   | 3 - 2 | Capitanes de Arecibo | 25-22, 20-25, 25-14, 16-25, 15-10 |
| Semifinali (gara 3) - 9 novembre 2014 Coliseo Manuel Iguina, Arecibo              | Capitanes de Arecibo | 2 - 3 | Indios de Mayagüez   | 25-17, 17-25, 25-20, 20-25, 13-15 |
| Semifinali (gara 4) - 11 novembre 2014 Palacio de Recreación y Deportes, Mayagüez | Indios de Mayagüez   | 0 - 3 | Capitanes de Arecibo | 17-25, 28-30, 17-25               |
| Semifinali (gara 5) - 13 novembre 2014 Coliseo Manuel Iguina, Arecibo             | Capitanes de Arecibo | 3 - 1 | Indios de Mayagüez   | 25-18, 25-16, 22-25, 25-17        |
| Semifinali (gara 6) - 15 novembre 2014 Palacio de Recreación y Deportes, Mayagüez | Indios de Mayagüez   | 1 - 3 | Capitanes de Arecibo | 25-20, 14-25, 18-25, 23-25        |
| Finale (gara 1) - 5 dicembre 2014 Coliseo Manuel Iguina, Arecibo                  | Capitanes de Arecibo | 1 - 3 | Mets de Guaynabo     | 28-26, 26-28, 21-25, 23-25        |
| Finale (gara 2) - 7 dicembre 2014 Coliseo Mario Morales, Guaynabo                 | Mets de Guaynabo     | 1 - 3 | Capitanes de Arecibo | 18-25, 20-25, 25-20, 26-28        |
| Finale (gara 3) - 9 dicembre 2014 Coliseo Manuel Iguina, Arecibo                  | Capitanes de Arecibo | 3 - 0 | Mets de Guaynabo     | 25-21, 25-15, 25-22               |
| Finale (gara 4) - 11 dicembre 2014 Coliseo Mario Morales, Guaynabo                | Mets de Guaynabo     | 2 - 3 | Capitanes de Arecibo | 25-22, 19-25, 25-22, 18-25, 13-15 |
| Finale (gara 5) - 13 dicembre 2014 Coliseo Manuel Iguina, Arecibo                 | Capitanes de Arecibo | 3 - 1 | Mets de Guaynabo     | 17-25, 25-23, 25-19, 25-19        |

## Statistiche

### Statistiche di squadra
| Competizione | Punti | In casa | In casa | In casa | In trasferta | In trasferta | In trasferta | Totale | Totale | Totale |
| Competizione | Punti | G       | V       | P       | G            | V            | P            | G      | V      | P      |
| ------------ | ----- | ------- | ------- | ------- | ------------ | ------------ | ------------ | ------ | ------ | ------ |
| LVSM         | 47    | 17      | 13      | 4       | 16           | 11           | 5            | 33     | 24     | 9      |
| Totale       | -     | 17      | 13      | 4       | 16           | 11           | 5            | 33     | 24     | 9      |

G = partite giocate; V = partite vinte; P = partite perse